# Notocheirus hubbsi
Notocheirus hubbsi ist ein kleiner Meeresfisch, der an den Küsten des Südwestatlantik und Südostpazifik von Puerto Deseado (Argentinien), rund um Feuerland bis Valparaíso (Chile) vorkommt. Die Gattung Notocheirus ist bisher monotypisch und enthält nur diese Art. Der Gattungsname kommt aus dem griechischen (noton = Rücken, cheir = Hände) und wurde wegen der weit oben liegenden Brustflossen vergeben. Das Art-Epitheton hubbsi wurde zu Ehren des US-amerikanischen Ichthyologen Carl Leavitt Hubbs vergeben.

## Merkmale
Notocheirus hubbsi ist eine seltene Art und bisher nur wenig erforscht. Er wird nur vier bis acht Zentimeter lang. Der Körper ist von Cycloidschuppen bedeckt, transparent, langgestreckt und seitlich abgeflacht. Die Fische besitzen im Unterschied zur äußerlich ähnlichen Gattung Iso nur noch die zweite Rückenflosse. Im Oberkiefer trägt Notocheirus hubbsi Zähne nur auf der Symphyse der Prämaxillare. Das Becken hat einen seitlichen Fortsatz, der zwischen die Rippen fast bis zur Wirbelsäule reicht.
Einige Exemplare, die auf dem Kopf Odontoden aufweisen, die mit dem Seitenliniensystem assoziiert sind, stellen möglicherweise eine zweite Notocheirus-Art dar, die bisher unbeschrieben ist.

## Lebensweise
Notocheirus hubbsi lebt in der Brandungszone und ernährt sich als Planktonfresser vor allem von kleinen Copepoden. Seine Fruchtbarkeit ist sehr gering. In den Ovarien der Weibchen fand man im Schnitt nur 71 Eier.

## Systematik
Die Art und die monotypische Gattung wurden 1937 durch den amerikanischen Ichthyologen Howard Walton Clark beschrieben. 1950 wurde für Notocheirus hubbsi und die äußerlich sehr ähnliche Gattung Iso die Familie Notocheiridae aufgestellt.
Studien aus den Jahren 2012 und 2015, die mittels vergleichender genetischer Analyse erfolgten, kommen allerdings zu dem Schluss, dass Notocheirus hubbsi unter den Neuweltlichen Ährenfischen (Atherinopsidae) einzuordnen ist.